# Sfragistica

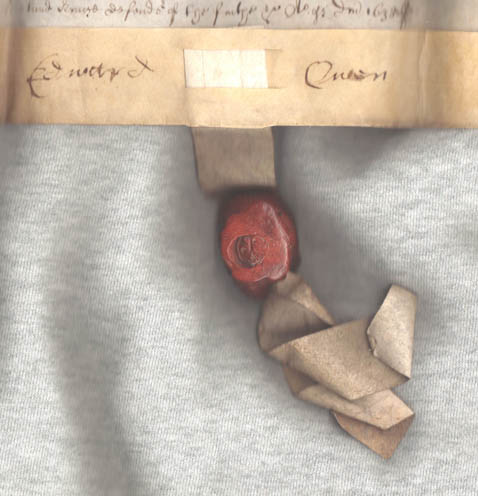
Sigillo di ceralacca pendente dalla pergamena di un rogito inglese (1638)

La sfragistica è lo studio dei sigilli dal punto di vista diplomatico, tecnico, storico e artistico. Si concentra sul significato legale e sociale dei sigilli e sull'evoluzione del loro aspetto. Ha stretti legami con l'araldica.
Il termine fu coniato (dal greco σϕραγίς, 'sigillo') nel 1745 da Johannes Heumann (Commentarii de re diplomatica Imperatorum, Regum Germanorum a Caroli Magni temporibus, Norimberga, 1743-1753, II, p. XX).
Un sinonimo è sigillografia, termine creato da Anton Stefano Cartari intorno al 1680. Più specificamente, la sigillografia va intesa come 'studio dei sigilli', mentre la parola 'sfragistica', coniata da Heumann, è un aggettivo (ars sphragistica) e rinvia alla produzione, all'arte di fabbricare sigilli. In tal senso, la "sfragistica bizantina" rinvia ai sigilli prodotti dai Bizantini, mentre la "sigillografia bizantina" è lo studio critico di quei sigilli. Filippo Raffaelli ideò il termine sfragistografia, che però non ebbe fortuna.
In molte università, la cattedra dedicata alla sfragistica è abbinata a studi di paleografia, diplomatica e archivistica.
Sorse come scienza a sé stante per la prima volta nei lavori di Jean Mabillon alla fine del XVII secolo, mentre al 1709 risale l'opera De veteribus Germanorum aliarumque nationum sigillis di Johann Michael Heineccius. Inizialmente era considerata una branca della diplomatica ed in seguito è diventata una branca indipendente degli studi storici. Nella seconda metà del XIX secolo la sfragistica è stata ulteriormente sviluppata da storici tedeschi e francesi, tra cui Hermann Grotefend, Otto Posse, Louis-Claude Douet d'Arcq e Germain Demay.
È una delle scienze ausiliarie della storia.